# واپاکا (ویسکانسین)
واپاکا، ویسکانسین  (به انگلیسی: Waupaca) شهری در شهرستان واپاکا ایالت ویسکانسین است که در سال ۱۸۷۸ بنیان‌گذاری شده‌است. این شهر طبق سرشماری سال ۲۰۱۰ میلادی ۶٬۰۶۹ نفر جمعیت داشته‌است.

## نگارخانه

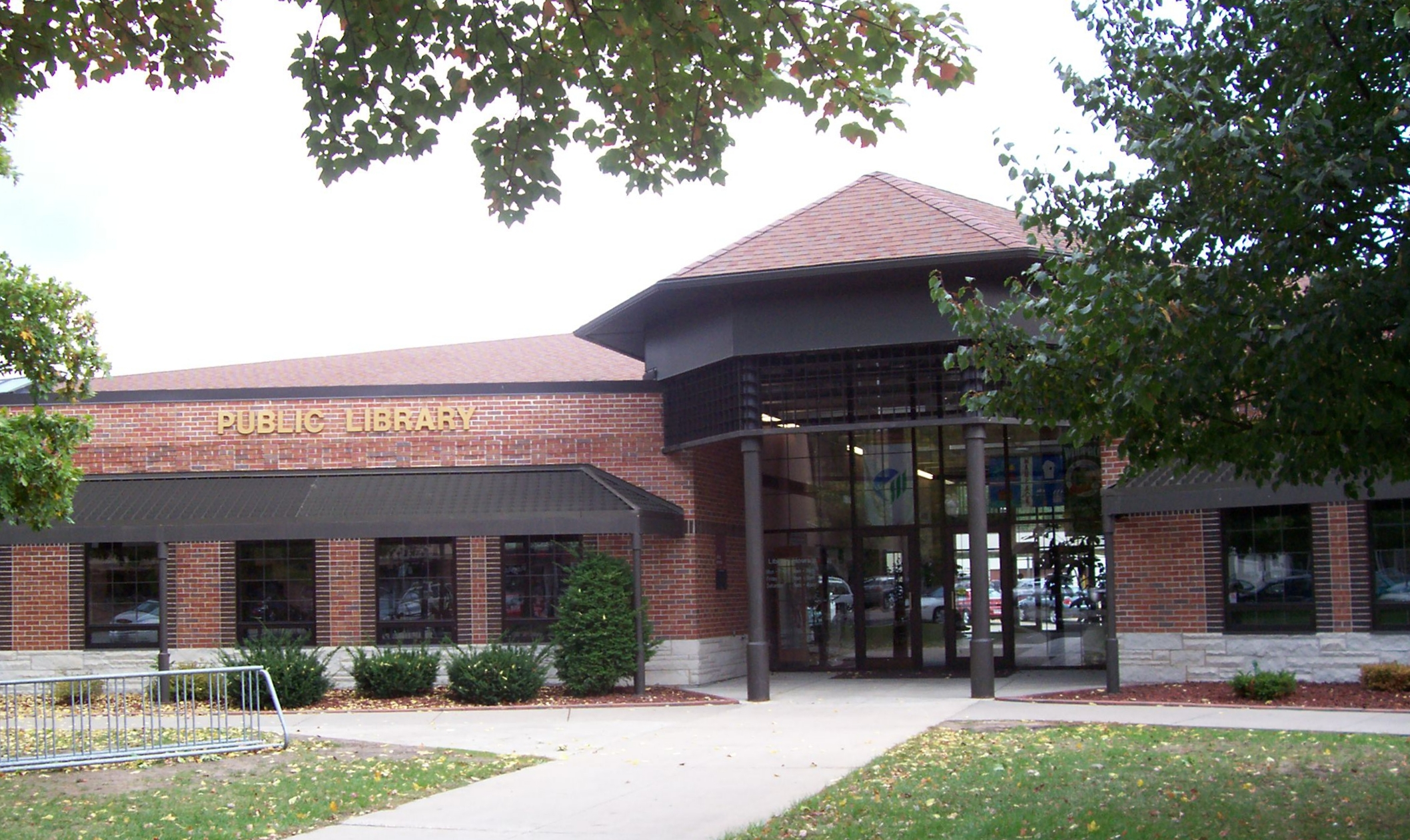
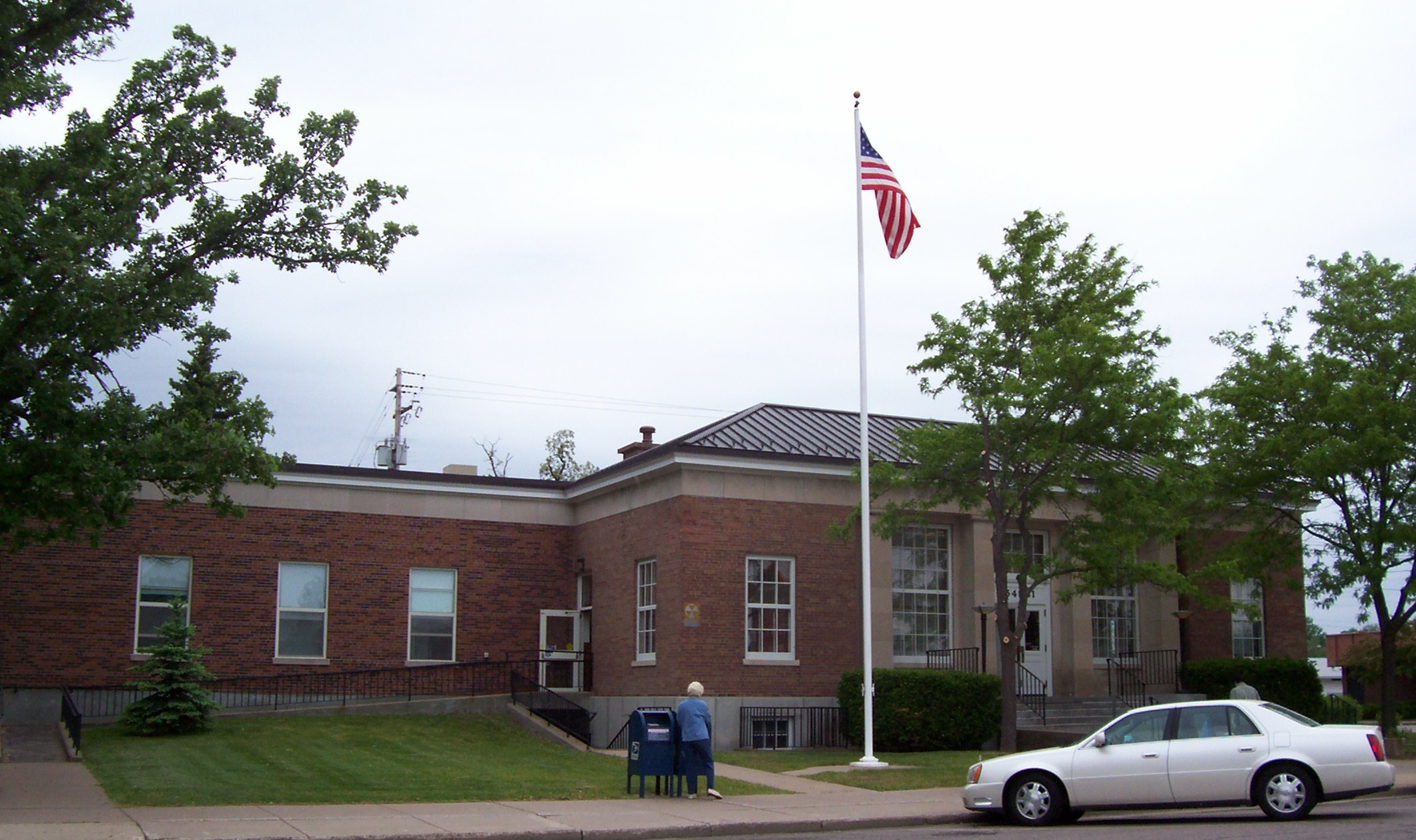
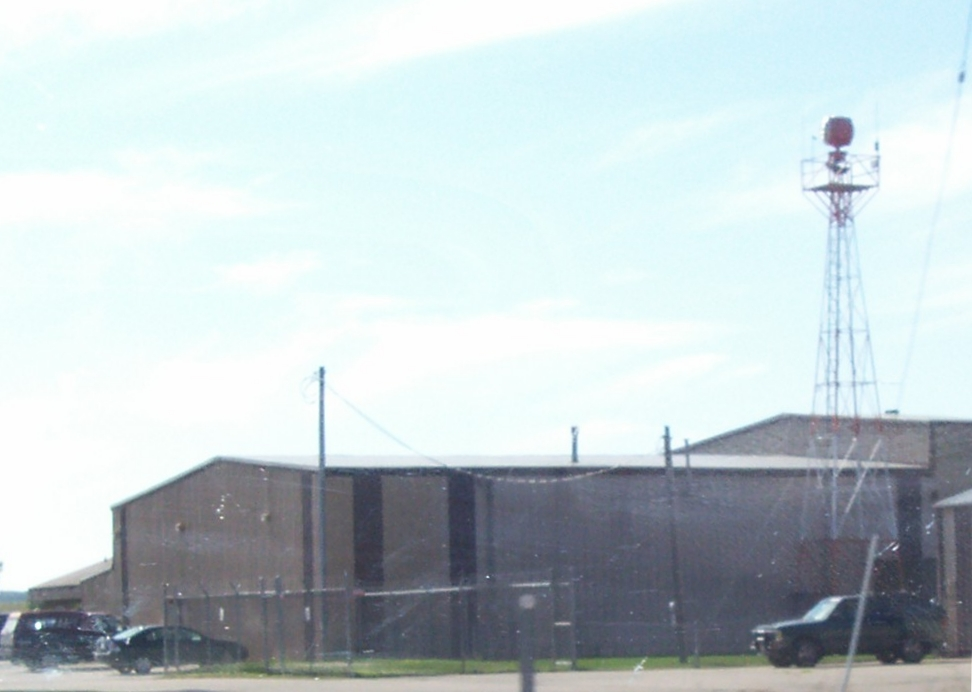